# Verbascum juratzkae
Verbascum juratzkae är en flenörtsväxtart som beskrevs av Alois Dichtl. Verbascum juratzkae ingår i släktet kungsljus, och familjen flenörtsväxter. Inga underarter finns listade i Catalogue of Life.